# 商標の希釈化
商標の希釈化（しょうひょうのきしゃくか）とは、不正競争防止法第二条第一項第二号に定める著名表示冒用行為。トレードマークダイリューションとも呼ばれ、同第一号が定める周知表示混同惹起行為と区別される。日本では、フリーライド（タダ乗り行為）、ダイリューション（希釈化行為）、ポリュージョン（汚染行為）に大別されている。
平成6年5月1日に新不正競争防止法として、2条1項2号へ規定、施行された。それまでの商標法や不正競争防止法によるトレードマークへの侵害行為は、出所の混同に対して認められるものであった。これに対し、新法は、特定分野での競争や混同の可能性に係らず、著名なトレードマークの価値を減じる行為に対して侵害を認めるものである。